# محمدآباد (دشتی)
محمدآباد روستایی از توابع بخش مرکزی شهرستان دشتی استان بوشهر در ایران است. این روستا در دهستان مرکزی دشتی قرار دارد.

## جمعیت
بر اساس سرشماری سال ۱۳۸۵ آمار رسمی جمعیت روستا ۱۸۳۷ نفر (با ۴۱۳ خانوار) می‌باشد.